# Rubens Bayma Denys
Rubens Bayma Denys GCA • GCMM (Rio de Janeiro, 7 de junho de 1929) é um militar e político brasileiro.

## Biografia
Filho do marechal Odílio Denys, ministro da Guerra do governo Jânio Quadros e de Maria Helza Bayma Denys.
Graduou-se aspirante-a-oficial de Infantaria em 1949, na Academia Militar das Agulhas Negras.
Promovido a general-de-brigada em 31 de março de 1982, comandou a 4ª Brigada de Infantaria Motorizada, em Belo Horizonte, entre 12 de maio de 1982 e 9 de fevereiro de 1984.
Foi comandante da Academia Militar das Agulhas Negras entre 16 de fevereiro de 1984 e 10 de abril de 1985.
Em seguida, foi ministro-chefe da Casa Militar durante os cinco anos do governo José Sarney.
A 14 de Julho de 1986 foi agraciado com a Grã-Cruz da Ordem Militar de Avis de Portugal.
Chegou ao posto de general-de-exército e foi Comandante Militar do Sul, entre 16 de abril de 1991 e 10 de maio de 1993. Admitido à Ordem do Mérito Militar, em agosto de 1991 foi promovido ao grau de Grã-Cruz.
No período de 14 de maio de 1993 a 7 de março de 1994, foi Comandante Militar do Leste, no Rio de Janeiro.
Foi ainda ministro dos Transportes no governo Itamar Franco, de 4 de março a 31 de dezembro de 1994.